# Parc de Josep Serra Martí
Parc de Josep Serra Martí är en park i Spanien.   Den ligger i provinsen Província de Barcelona och regionen Katalonien, i den östra delen av landet, 500 km öster om huvudstaden Madrid. Parc de Josep Serra Martí ligger 112 meter över havet.
Terrängen runt Parc de Josep Serra Martí är platt österut, men västerut är den kuperad.  Närmaste större samhälle är Barcelona, 6,0 km söder om Parc de Josep Serra Martí. 